# 謝定峰
謝定峰（1997年2月24日—），馬來西亞男子羽毛球運動員。他和苏伟译在2022年世界羽毛球锦标赛男子双打項目中获得金牌，創造歷史為馬來西亞奪得首個羽毛球單項世界冠軍。

## 簡歷

### 早年
謝定峰出生於馬六甲並在家中排行老二，其父謝文富為羽球愛好者，謝定峰在父親的影響下對羽毛球產生興趣並開始接觸這項運動。謝定峰就讀於馬六甲平民華小和育民國民型华文中學，11歲至12歲時開始代表馬六甲參加各項賽事。14歲時，他被選入武吉加里爾體育學校受訓，並在當年奪下全國羽球聯賽15歲以下男子雙打冠軍，年屆17歲時成為全職羽毛球運動員。

### 2016年－2017年：首戰國際賽
2016年10月，謝定峰與黃偉俊合作出戰瑞士羽毛球國際賽男子雙打項目，在決賽中以0比2（18-21、12-21）不敵隊友兼賽會頭號種子吳世飛/努·伊祖丁組合，屈居亞軍。同年11月，他与陳錦華出战印度羽毛球國際挑戰賽和印度羽毛球國際系列賽男子雙打項目，兩場賽事都倒在準決賽，分別以1比3（11-8、6-11、2-11、3-11）和0比3（6-11、8-11、13-15）連續兩次栽在印度組合萨维克赛拉吉·兰基雷迪/奇拉格·谢提手裏。2017年11月，謝定峰與苏伟译搭檔出征印度羽毛球國際挑戰賽男子雙打項目，先在準決賽以2比1（10-21、21-12、21-10）逆轉香港組合陳子傑/張德正，唯在決賽以0比2（6-21、9-21）敗給泰國選手玛尼蓬·宗集/南塔卡恩·耶特派颂，無奈銀恨。

### 2018年：首戰世錦賽、首闖超級100決賽
相隔四個月，謝定峰與苏伟译出征越南羽毛球國際挑戰賽男子雙打，在男雙決賽中以0比2（18-21、14-21）再次不敵來自泰国的賽會五號種子玛尼蓬·宗集/南塔卡恩·耶特派颂，連續兩場賽事都屈居亞軍。2018年4月，他與蘇偉譯闖進馬來西亞羽毛球國際挑戰賽男子雙打決賽，最後以1比2（17-21、21-17、19-21）臣服於重新搭檔的印尼前世界冠軍穆罕默德·阿赫桑/亨德拉·塞蒂亚万組合，贏得亞軍。2018年7月，因香港的羅卓謙/李晉熙退賽，謝定峰與蘇偉譯在抽籤舉行前一天得到了世界羽聯的邀請，得以參加在中國江蘇省南京市舉辦的世界羽毛球錦標賽男子雙打項目。他們從48強起一路戰勝韓國組合鄭義錫/金德永、中華台北組合李哲輝/李洋和丹麥組合金·阿斯特鲁普/安德斯·斯考劳普·拉斯姆森，闖進八強，最後以0比2（14-21、22-24）不敵中國雙塔組合李俊慧/劉雨辰。
2018年10月，謝定峰與蘇偉譯以頭號種子的身份出征在德國薩爾布呂肯舉行的薩洛盧羽毛球公開賽，準決賽對壘中國的黄凯祥/王泽康組合。歷經46分鐘的三局激戰後，他們最終以2比1（23-21、13-21、21-14）拿下對手，生涯首次闖進超級100決賽。決賽中他們與賽會三號種子、英格蘭的马库斯·埃利斯/克里斯·兰格瑞奇組合一較高下，最終以1比2（23-21、18-21、19-21）告負，屈居亞軍。

### 2019年：全英賽亞軍、東運會登頂
2019年1月，謝定峰與蘇偉譯出征馬來西亞羽毛球大師賽，在準決賽中對壘師兄王耀新/张御宇。經歷44分鐘的激戰後，他們最終以1-2（6-21、21-18、19-21）敗下陣來，止步於四強。2019年3月，謝蘇組合參與世界羽聯世界巡迴賽第二級別的全英羽毛球公開賽，從首圈至八強賽先後擊退中華台北的盧敬堯/楊博涵、丹麥的金·阿斯特鲁普/安德斯·斯考劳普·拉斯姆森和曾奪得2017年世錦賽男雙冠軍的中國組合劉成/張楠。在準決賽較量中，他們對壘2018年亞運會男雙銀牌組合兼賽會八號種子、印尼的法贾·阿尔弗兰/穆罕默德·里安·阿利安托，並以2比1（12-21、22-20、21-19）逆轉對手，首闖全英公開賽決賽。在決賽中，他們先盛後衰，以1比2（21-11、14-21、12-21）負於印尼的穆罕默德·阿赫桑/亨德拉·塞蒂亚万組合，無緣冠軍。
2019年11月，謝蘇組合出戰中國福州羽毛球公開賽，在準決賽中以0比2不敵日本的賽會四號種子嘉村健士/園田啟悟，再度止步四強。2019年12月，謝蘇組合以二號種子的身份出征東南亞運動會羽毛球比賽男子雙打項目，先是在準決賽中以2比1力挫四號種子、印尼的瓦赫尤·那亚卡·阿亚·邦卡亚尼拉/阿迪·尤苏夫·桑托索，後在決賽對壘泰國的博丁·伊沙拉/玛尼蓬·宗集也同樣以2比1（18-21、21-15、21-16）逆轉，奪下金牌。同時，這也是繼2003年東運會的李万华/钟腾福後，馬來西亞闊別16年再度奪下此賽事的男雙金牌。

### 2020年－2021年：泰國公開賽亞軍、奧運摘銅
2020年1月至2月，謝蘇組合分別參加了印度尼西亞羽毛球大師賽以及西班牙羽毛球大師賽，兩場賽事皆以栽在準決賽告終。之後，因2019冠狀病毒病肆虐導致眾多比賽取消，世界羽聯額外舉辦了YONEX泰國羽毛球公開賽和TOYOTA泰國羽毛球公開賽，以決定世界羽聯世界巡迴賽總決賽的參賽資格。YONEX泰國羽毛球公開賽中，他們以賽會八號種子身份出戰，但在首圈便不敵師兄陳蔚強/吳蔚昇。一星期後舉行的TOYOTA泰國羽毛球公開賽中他們一路殺進決賽，最後以0比2負於中華台北的李洋/王齊麟，獲得亞軍。經前兩場賽事後，謝蘇組合最終在巡迴賽的排名積分第二，遂以二號種子身份出戰世界羽聯世界巡迴賽總決賽，並在小組賽中獲得一勝二負排名第四，無緣晉級準決賽。
2021年7月，謝蘇組合首次出征奧運會男子雙打項目，與韓國的催率圭/徐承宰、加拿大的詹森·安東尼·何舒/矢倉尼爾和印尼的亨德拉·塞蒂亞萬/穆罕默德·阿赫桑被分配至D組。小組賽第一輪對戰中，他們以直落兩局拿下催率圭/徐承宰，獲得小組賽首勝。次輪他們與二號種子組合亨德拉·塞蒂亞萬/穆罕默德·阿赫桑一較高下，謝蘇組合遭對手直落兩局結束比賽，暫獲一勝一負。第三輪較量中，他們耗時33分鐘以2比0擊退詹森·安東尼·何舒/矢倉尼爾，小組賽中以二勝一負的位居副盟，順利晉級八強。八強賽上，謝蘇組合面對世界排名第一的印尼“小黃人”組合馬庫斯·費爾納爾迪·吉德翁/凱文·桑加亞·蘇卡穆約的挑戰，爆冷以2比0（21-14、21-17）擊敗對手闖進半決賽，這也是雙方交手八次以來，謝蘇組合首次戰勝對方。半決賽上，他們硬撼中國的“雙塔組合”李俊慧/劉雨辰，以0比2（22-24、13-21）敗下陣來，生涯首次出征奧運僅能滿足於半決賽。謝蘇組合轉征銅牌戰，硬碰小組賽中曾拿下他們的亨德拉·塞蒂亞萬/穆罕默德·阿赫桑組合，以2比1（17-21、21-17、21-14）力拒小組賽吞敗一幕重演，成功逆轉對手摘下銅牌，這枚羽球男雙獎牌亦是馬來西亞在本屆奧運會的首枚獎牌。

## 主要比賽成績
只列出曾進入準決賽的國際賽事成績：
| 年份   | 賽事                     | 公開賽級別 | 項目     | 拍檔   | 成績   |
| ------ | ------------------------ | ---------- | -------- | ------ | ------ |
| 2016年 | 瑞士羽毛球國際賽         | 國際系列賽 | 男子雙打 | 黃偉俊 | 亞軍   |
| 2016年 | 印度羽毛球國際挑戰賽     | 國際挑戰賽 | 男子雙打 | 陳錦華 | 準決賽 |
| 2016年 | 印度羽毛球國際系列賽     | 國際系列賽 | 男子雙打 | 陳錦華 | 準決賽 |
| 2017年 | 印度羽毛球國際挑戰賽     | 國際挑戰賽 | 男子雙打 | 苏伟译 | 亞軍   |
| 2018年 | 越南羽毛球國際挑戰賽     | 國際挑戰賽 | 男子雙打 | 苏伟译 | 亞軍   |
| 2018年 | 馬來西亞羽毛球國際挑戰賽 | 國際挑戰賽 | 男子雙打 | 蘇偉譯 | 亞軍   |
| 2018年 | 薩洛盧羽毛球公開賽       | 超級100賽  | 男子雙打 | 蘇偉譯 | 亞軍   |
| 2019年 | 馬來西亞羽毛球大師賽     | 超級500賽  | 男子雙打 | 蘇偉譯 | 準決賽 |
| 2019年 | 全英羽毛球公開賽         | 超級1000賽 | 男子雙打 | 蘇偉譯 | 亞軍   |
| 2019年 | 中國福州羽毛球公開賽     | 超級750賽  | 男子雙打 | 蘇偉譯 | 準決賽 |
| 2019年 | 東南亞運動會羽毛球比賽   | 其他       | 男子團體 | －     | 銀牌   |
| 2019年 | 東南亞運動會羽毛球比賽   | 其他       | 男子雙打 | 蘇偉譯 | 金牌   |
| 2020年 | 印尼羽毛球大師賽         | 超級500賽  | 男子雙打 | 蘇偉譯 | 準決賽 |
| 2020年 | 亞洲羽毛球團體錦標賽     | 其他       | 男子團體 | －     | 亞軍   |
| 2020年 | 西班牙羽毛球大師賽       | 超級300賽  | 男子雙打 | 蘇偉譯 | 準決賽 |
| 2020年 | TOYOTA泰國羽毛球公開賽   | 超級1000賽 | 男子雙打 | 蘇偉譯 | 亞軍   |
| 2021年 | 瑞士羽毛球公開賽         | 超級300賽  | 男子雙打 | 蘇偉譯 | 準決賽 |
| 2021年 | 奧林匹克運動會羽毛球比賽 | 其他       | 男子雙打 | 蘇偉譯 | 銅牌   |
| 2021年 | 蘇迪曼盃                 | 其他       | 混合團體 | －     | 季軍   |
| 2021年 | 法國羽毛球公開賽         | 超級750賽  | 男子雙打 | 蘇偉譯 | 準決賽 |
| 2021年 | 印尼羽毛球大師賽         | 超級750賽  | 男子雙打 | 蘇偉譯 | 準決賽 |
| 2022年 | 亞洲羽毛球團體錦標賽     | 其他       | 男子團體 | －     | 冠軍   |
| 2022年 | 瑞士羽毛球公開賽         | 超級300賽  | 男子雙打 | 蘇偉譯 | 準決賽 |
| 2022年 | 亞洲羽毛球錦標賽         | 其他       | 男子雙打 | 蘇偉譯 | 亞軍   |
| 2022年 | 泰國羽毛球公開賽         | 超級500賽  | 男子雙打 | 蘇偉譯 | 準決賽 |
| 2022年 | 印尼羽毛球公開賽         | 超級1000賽 | 男子雙打 | 蘇偉譯 | 準決賽 |
| 2022年 | 馬來西亞羽毛球公開賽     | 超級750賽  | 男子雙打 | 蘇偉譯 | 準決賽 |
| 2022年 | 馬來西亞羽毛球大師賽     | 超級500賽  | 男子雙打 | 蘇偉譯 | 準決賽 |
| 2022年 | 英聯邦運動會羽毛球比賽   | 其他       | 混合團體 | －     | 金牌   |
| 2022年 | 英聯邦運動會羽毛球比賽   | 其他       | 男子雙打 | 蘇偉譯 | 銅牌   |
| 2022年 | 世界羽毛球錦標賽         | 其他       | 男子雙打 | 蘇偉譯 | 冠軍   |
| 2022年 | 丹麥羽毛球公開賽         | 超級750賽  | 男子雙打 | 蘇偉譯 | 準決賽 |
| 2023年 | 印度羽毛球公開賽         | 超級750賽  | 男子雙打 | 蘇偉譯 | 亞軍   |
| 2023年 | 蘇迪曼盃                 | 其他       | 混合團體 | －     | 季軍   |
| 2023年 | 新加坡羽毛球公開賽       | 超級750賽  | 男子雙打 | 蘇偉譯 | 準決賽 |
| 2023年 | 印尼羽毛球公開賽         | 超級1000賽 | 男子雙打 | 蘇偉譯 | 亞軍   |
| 2023年 | 世界羽毛球錦標賽         | 其他       | 男子雙打 | 蘇偉譯 | 季軍   |
| 2023年 | 中國羽毛球公開賽         | 超級1000賽 | 男子雙打 | 蘇偉譯 | 亞軍   |
| 2023年 | 亞洲運動會羽毛球比賽     | 其他       | 男子雙打 | 蘇偉譯 | 銅牌   |
| 2023年 | 丹麥羽毛球公開賽         | 超級750賽  | 男子雙打 | 蘇偉譯 | 冠軍   |
| 2024年 | 印度羽毛球公開賽         | 超級750賽  | 男子雙打 | 蘇偉譯 | 準決賽 |
| 2024年 | 亞洲羽毛球團體錦標賽     | 其他       | 男子團體 | －     | 亞軍   |
| 2024年 | 全英羽毛球公開賽         | 超級1000賽 | 男子雙打 | 蘇偉譯 | 亞軍   |
| 2024年 | 亞洲羽毛球錦標賽         | 其他       | 男子雙打 | 蘇偉譯 | 季軍   |
| 2024年 | 湯姆斯盃                 | 其他       | 男子團體 | －     | 季軍   |
| 2024年 | 奧林匹克運動會羽毛球比賽 | 其他       | 男子雙打 | 蘇偉譯 | 銅牌   |
| 2024年 | 韓國羽毛球大師賽         | 超級300賽  | 男子雙打 | 蘇偉譯 | 冠軍   |
| 2025年 | 印度羽毛球公開賽         | 超級750賽  | 男子雙打 | 蘇偉譯 | 準決賽 |
| 2025年 | 印尼羽毛球大師賽         | 超級500賽  | 男子雙打 | 蘇偉譯 | 準決賽 |
| 2025年 | 亞洲羽毛球錦標賽         | 其他       | 男子雙打 | 蘇偉譯 | 冠軍   |
| 2025年 | 泰國羽毛球公開賽         | 超級500賽  | 男子雙打 | 蘇偉譯 | 冠軍   |
| 2025年 | 馬來西亞羽毛球大師賽     | 超級500賽  | 男子雙打 | 蘇偉譯 | 亞軍   |
| 2025年 | 新加坡羽毛球公開賽       | 超級750賽  | 男子雙打 | 蘇偉譯 | 冠軍   |
| 2025年 | 中國羽毛球公開賽         | 超級1000賽 | 男子雙打 | 蘇偉譯 | 亞軍   |

| 2007-2017年 | 首要超級賽 | 超級賽 | 黃金大獎賽 | 大獎賽 | 國際挑戰賽 | 國際系列賽 | 未來系列賽 | 其他 |

| 2018-2026年 | 總決賽 | 超級1000賽 | 超級750賽 | 超級500賽 | 超級300賽 | 超級100賽 | 國際挑戰賽 | 國際系列賽 | 未來系列賽 | 其他 |

### 世界冠軍頭銜
謝定峰在羽毛球生涯中共奪得1項羽毛球世界冠軍頭銜。
| 賽事             | 奪冠次數 | 年份               |
| ---------------- | -------- | ------------------ |
| 世界羽毛球锦标赛 | 1        | 2022年（男子雙打） |
| 總計             | 1        |                    |

### 奧運會和世錦賽參賽紀錄
|          | 搭檔   | 2018 | 2019 | 2020 | 2021 | 2022 | 2023 | 2024 |
| -------- | ------ | ---- | ---- | ---- | ---- | ---- | ---- | ---- |
| 男子雙打 | 苏伟译 | 8強  | 32強 | 銅牌 | 16強 | 冠軍 | 季軍 | 銅牌 |